# 米夏埃尔·尼古拉
米夏埃尔·尼古拉（德語：Michael Nikolay，1956年12月13日—），德国男子竞技体操运动员。他曾获得1976年夏季奥运会体操比赛男子团体全能铜牌。他也在世界竞技体操锦标赛上获得一枚金牌和一枚铜牌。